# Retevirgula acuta
Retevirgula acuta is een mosdiertjessoort uit de familie van de Ellisinidae. De wetenschappelijke naam van de soort is, als Membranipora acuta voor het eerst geldig gepubliceerd in 1885 door Hincks.